# Колики, Мельвин
Мельвин Колики (швед. Melvin Koliqi; род. 1 ноября 2006) — шведский футболист, полузащитник «Гётеборга».

## Клубная карьера
Является воспитанником «Гётеборга», выступал за юношеские команды клуба. В январе 2024 года стал привлекаться к тренировкам основной команды и предсезонным товарищеским матчам. Также в январе было подписано соглашение клуба о сотрудничестве с «Вестра Фрёлундой», согласно которому Колики мог выступать в течение сезона за оба клуба. 27 мая в матче с АИК дебютировал в чемпионате Швеции, появившись на поле на 77-й минуте вместо Оскара Петтерссона.

## Клубная статистика
| Выступление       | Выступление      | Выступление      | Лига | Лига | Кубки | Кубки | Конт. кубки | Конт. кубки | Итого | Итого |
| Клуб              | Лига             | Сезон            | Игры | Голы | Игры  | Голы  | Игры        | Голы        | Игры  | Голы  |
| ----------------- | ---------------- | ---------------- | ---- | ---- | ----- | ----- | ----------- | ----------- | ----- | ----- |
| Гётеборг          | Алльсвенскан     | 2024             | 1    | 0    | 0     | 0     | 0           | 0           | 1     | 0     |
| Гётеборг          | Итого            | Итого            | 1    | 0    | 0     | 0     | 0           | 0           | 1     | 0     |
| → Вестра Фрёлунда | Дивизион 2       | 2024             | 1    | 0    | 0     | 0     | 0           | 0           | 1     | 0     |
| → Вестра Фрёлунда | Итого            | Итого            | 1    | 0    | 0     | 0     | 0           | 0           | 1     | 0     |
| Всего за карьеру  | Всего за карьеру | Всего за карьеру | 2    | 0    | 0     | 0     | 0           | 0           | 2     | 0     |